# Radicalización
La radicalización es el proceso por el cual un individuo o un grupo adopta progresivamente puntos de vista cada vez más radicales en oposición al statu quo político, social o religioso. Las ideas de la sociedad en general moldean los resultados de la radicalización. La radicalización puede resultar en acciones tanto violentas como no violentas; la literatura académica se centra en la radicalización hacia el extremismo violento (RVE) o la radicalización que lleva a actos de terrorismo. Múltiples vías separadas pueden promover el proceso de radicalización, que pueden ser independientes pero generalmente son mutuamente reforzantes.
La radicalización que ocurre a través de múltiples vías reforzantes aumenta significativamente la resiliencia y la letalidad de un grupo. Además, al comprometer la capacidad de un grupo para integrarse en la sociedad no radical y participar en una economía moderna, nacional o internacional, la radicalización actúa como una especie de trampa sociológica que no deja a los individuos otro lugar donde satisfacer sus necesidades materiales y espirituales.

## Definiciones
No existe una definición universalmente aceptada de radicalización. Una de las dificultades para definir la radicalización parece ser la importancia del contexto para determinar qué se percibe como radicalización. Por lo tanto, la radicalización puede significar cosas diferentes para diferentes personas. A continuación, se presenta una lista de definiciones utilizadas por diferentes gobiernos.

### Unión Europea
La Comisión Europea definió y acuñó el término «radicalización» en el año 2005 como sigue: «Radicalización violenta» es el fenómeno de personas que adoptan opiniones, puntos de vista e ideas que podrían conducir a actos de terrorismo según lo definido en el Artículo 1 de la Decisión Marco sobre la Lucha contra el Terrorismo. El término «radicalización violenta» se originó en los círculos políticos de la UE y fue acuñado tras los atentados de Madrid del 11 de marzo de 2004. No fue ampliamente utilizado en las ciencias sociales como concepto, pero obviamente se refiere a un proceso de socialización que lleva al uso de la violencia. En un informe inicial del Grupo de Expertos en Radicalización Violenta de la Comisión Europea – basado en cuatro estudios profundizados – el paradigma de investigación se ha abierto para una mayor investigación científica, también respaldada por subvenciones y financiación a través de diferentes programas de investigación en seguridad.

### Reino Unido
El Ministerio del Interior del Reino Unido, la agencia matriz de MI5, define la radicalización como «El proceso por el cual las personas llegan a apoyar el terrorismo y el extremismo violento y, en algunos casos, luego se unen a grupos terroristas». El informe del MI5 concluye diciendo que ninguna medida única reducirá la radicalización en el Reino Unido y que la única forma de combatirla es enfocándose en los grupos vulnerables en riesgo e intentando asimilarlos a la sociedad. Esto puede incluir ayudar a los jóvenes a encontrar empleo, integrar mejor a las poblaciones inmigrantes en la cultura local y reintegrar efectivamente a los exreclusos en la sociedad.

### Canadá
La Policía Montada del Canadá define la radicalización como «el proceso por el cual los individuos – generalmente jóvenes – son introducidos a un mensaje y sistema de creencias abiertamente ideológico que fomenta el paso de creencias moderadas y convencionales hacia puntos de vista extremos». Aunque el pensamiento radical no es en sí mismo problemático, se convierte en una amenaza para la seguridad nacional cuando ciudadanos o residentes canadienses apoyan o participan en violencia o acción directa como medio para promover el extremismo político, ideológico o religioso. A veces referido como «terrorismo doméstico», este proceso de radicalización se denomina más correctamente como radicalización doméstica que lleva a la violencia terrorista.

### Dinamarca
El Servicio de Seguridad e Inteligencia de Dinamarca (PET) define la radicalización como «Un proceso por el cual una persona acepta cada vez más el uso de medios no democráticos o violentos, incluido el terrorismo, en un intento de alcanzar un objetivo político/ideológico específico».

### UNESCO
En un informe de investigación de la UNESCO (Organización de las Naciones Unidas para la Educación, la Ciencia y la Cultura) sobre el impacto de Internet y las redes sociales en los jóvenes y el extremismo violento, se discute la dificultad de definir la radicalización. Se establece una distinción «entre un proceso de radicalización, un proceso de radicalización violenta (legitimando la adopción de la violencia), y actos de violencia». Para los propósitos del informe de la UNESCO, la radicalización se define por estos tres puntos:
- «La búsqueda de significado fundamental por parte de la persona individual, origen y regreso a una ideología raíz;
- «La adopción por parte del individuo como parte de un grupo de una forma violenta de expansión de ideologías raíz y objetivos oposicionistas relacionados;
- «La polarización del espacio social y la construcción colectiva de un ideal 'nosotros' amenazado contra 'ellos,' donde los otros son deshumanizados por un proceso de chivo expiatorio».[12]

## Variedades y puntos en común
A pesar de estar compuesta por múltiples vías que conducen a diferentes resultados y a veces a propósitos ideológicos diametralmente opuestos, la radicalización puede rastrearse hasta un conjunto común de caminos que traducen agravios reales o percibidos en ideas cada vez más extremas y una disposición a participar en acciones políticas más allá del statu quo. Shira Fishman, investigadora del Consorcio Nacional para el Estudio del Terrorismo y Respuestas al Terrorismo, escribió «La radicalización es un proceso dinámico que varía para cada individuo, pero comparte algunas características comunes que pueden explorarse». Aunque hay muchos productos finales del proceso de radicalización, que incluyen todo tipo de grupos extremistas tanto violentos como no violentos, se ha demostrado consistentemente una serie común de dinámicas en el curso de la investigación académica.

### Islámica
Los yihadistas tienen un modelo «probado y comprobado» de contacto con diferentes individuos vulnerables y extremistas a través de servicios de mensajería en línea o plataformas de redes sociales, y luego manipulándolos rápidamente hacia la participación en acciones violentas en su nombre.
Se informó que Raffia Hayat de la Asociación Musulmana Ahmadía advirtió que los extremistas encarcelados intentan reclutar a criminales violentos en grupos radicales para que lleven a cabo ataques contra el público una vez liberados. Ha habido varias críticas notables a las teorías de radicalización por centrarse desproporcionadamente en el Islam.
Ha habido preocupaciones de que los conversos al Islam son más susceptibles a la radicalización violenta que los individuos nacidos en la fe. El Dr. Abdul Haqq Baker desarrolló el Marco de Desarrollo Cognitivo de Conversos que describe cómo los nuevos conversos conceptualizan el Islam y las etapas en las que son más vulnerables a la radicalización.

### Extrema derecha
El terrorismo de extrema derecha está motivado por una variedad de diferentes ideologías de derecha/extrema derecha, principalmente neofascismo, neonazismo, nacionalismo blanco y, en menor medida, creencias relacionados al«Patriota»/Ciudadano soberano y antiaborto. El terrorismo moderno de extrema derecha apareció en Europa occidental, Europa central y los Estados Unidos en la década de 1970, y en Europa del este tras la disolución de la Unión Soviética en 1991. Los grupos asociados con radicales de derecha incluyen pandillas de cabezas rapadas supremacistas, vándalos de derecha/extrema derecha y simpatizantes. Ejemplos de organizaciones e individuos radicales de derecha/extrema derecha incluyen a Naciones Arias, Ejército Republicano Ario (ARA), División Atomwaffen (AWD), Ejército de Dios (AOG), Anders Behring Breivik, Alexandre Bissonnette, Brenton Harrison Tarrant, Cesar Sayoc, Cliven Bundy, Dylann Roof, David Koresh, David Lane, Eric Robert Rudolph, Frazier Glenn Miller, James Mason, James Alex Fields, John T. Earnest, Jim David Adkisson, Ku Klux Klan (KKK), Acción Nacional (NA), Clandestinidad Nacionalsocialista (NSU), Timothy McVeigh, Robert Bowers, Thomas Mair, La Orden y Wade Michael Page. Entre 2008 y 2016, hubo más ataques terroristas de derecha, tanto intentados como realizados, en los EE. UU. que ataques islamistas y de izquierda combinados.
El populismo de derecha por parte de aquellos que apoyan el etnocentrismo (generalmente el nacionalismo blanco) y se oponen a la inmigración crea un clima de «nosotros contra ellos» que lleva a la radicalización. El crecimiento del nacionalismo blanco en un clima político de polarización ha proporcionado una oportunidad para la radicalización y el reclutamiento tanto en línea como fuera de línea como una alternativa a las opciones tradicionales convencionales cada vez más desconfiadas. En 2009, el Departamento de Seguridad Nacional de los Estados Unidos identificó las condiciones económicas y políticas como factores que conducen a un aumento en la radicalización y el reclutamiento de derecha.
La Liga Antidifamación informa que los esfuerzos de propaganda y reclutamiento de supremacistas blancos en y alrededor de los campus universitarios han aumentado significativamente, con 1,187 incidentes en 2018 en comparación con 421 en 2017, superando con creces cualquier año anterior. Los terroristas de extrema derecha dependen de una variedad de estrategias como la distribución de folletos, rituales violentos y fiestas en casas para reclutar, apuntando a jóvenes enojados y marginados que buscan soluciones a sus problemas. Pero su herramienta de reclutamiento más efectiva es la música extremista, que evita la supervisión por parte de moderadores como padres y autoridades escolares. Los factores de riesgo para el reclutamiento incluyen la exposición al racismo durante la infancia, familias disfuncionales como padres divorciados, abuso físico, emocional y sexual, negligencia y desilusión.
En 2018, investigadores del grupo de expertos Data & Society identificaron el sistema de recomendación de YouTube como un medio que promueve una gama de posiciones políticas, desde el libertarismo y el conservadurismo convencionales hasta el nacionalismo blanco abierto. Muchos otros grupos de discusión y foros en línea se utilizan para la radicalización de derecha en línea. Se descubrió que Facebook ofrecía anuncios dirigidos a 168,000 usuarios en una categoría de teoría de la conspiración del genocidio blanco, que eliminaron poco después de ser contactados por periodistas tras el tiroteo en la sinagoga de Pittsburgh de 2018. Tras los tiroteos en mezquitas de Christchurch del 15 de marzo de 2019, Facebook anunció que han prohibido el contenido nacionalista blanco y separatista blanco junto con la supremacía blanca.

### Extrema izquierda
El terrorismo de izquierda es el terrorismo cometido con el objetivo de derrocar los sistemas capitalistas actuales y reemplazarlos con sociedades marxistas-leninistas o socialistas. El terrorismo de izquierda también puede ocurrir dentro de estados socialistas ya existentes como acción criminal contra el gobierno gobernante actual.
La mayoría de los grupos terroristas de izquierda que operaron en las décadas de 1970 y 1980 desaparecieron a mediados de la década de 1990. Una excepción fue la Organización Revolucionaria 17 de Noviembre griega (17N), que duró hasta 2002. Desde entonces, el terrorismo de izquierda ha sido relativamente menor en el mundo occidental en comparación con otras formas, y ahora se lleva a cabo principalmente por grupos insurgentes en el mundo en desarrollo.
Según Sarah Brockhoff, Tim Krieger y Daniel Meierrieks, mientras que el terrorismo de izquierda está motivado ideológicamente, el terrorismo nacionalista-separatista está motivado étnicamente. Argumentan que el objetivo revolucionario del terrorismo de izquierda es no negociable, mientras que los terroristas nacionalistas están dispuestos a hacer concesiones. Sugieren que la rigidez de las demandas de los terroristas de izquierda puede explicar su falta de apoyo en relación con los grupos nacionalistas. Sin embargo, muchos en la izquierda revolucionaria han mostrado solidaridad con los grupos de liberación nacional que emplean el terrorismo, como los nacionalistas irlandeses, la Organización para la Liberación de Palestina y los Tupamaros sudamericanos, viéndolos como comprometidos en una lucha global contra el capitalismo. Dado que el sentimiento nacionalista está alimentado por condiciones socioeconómicas, algunos movimientos separatistas, incluidos la ETA vasca, el Ejército Republicano Irlandés Provisional y el Ejército de Liberación Nacional Irlandés, incorporaron la ideología comunista y socialista en sus políticas.

### Rol de Internet y las redes sociales
La UNESCO exploró el papel de Internet y las redes sociales en el desarrollo de la radicalización entre los jóvenes en un informe de investigación de 2017, Jóvenes y extremismo violento en las redes sociales: mapeo de la investigación. El informe explora el extremismo violento en los países de Europa, América del Norte, América Latina y el Caribe; la radicalización violenta en el mundo árabe y África; y la radicalización violenta en Asia. En este momento, hay más investigación disponible sobre este tema en Europa, América del Norte, América Latina y el Caribe que en el mundo árabe, África y Asia. El informe expresa la necesidad de continuar la investigación sobre este tema en general, ya que hay múltiples tipos de radicalización (política, religiosa, psicosocial) que pueden explorarse en relación con los jóvenes y el papel que juegan Internet y las redes sociales. Una conclusión clave del informe es que «las redes sociales constituyen un entorno facilitador más que una fuerza impulsora para la radicalización violenta o la comisión real de violencia».
Como se mencionó anteriormente, los autores del informe de la UNESCO de 2017 piden repetidamente apoyo para más investigación sobre el estudio de la radicalización violenta en línea. Especialmente en lo que respecta a los jóvenes y las mujeres, ya que la investigación disponible ha sido sesgada por género. También hay lagunas en la investigación que se aplican a áreas específicas del mundo. Hay una notable ausencia de investigación sobre este tema en el mundo árabe, África y Asia. Tanto es así, que los autores de este informe tuvieron dificultades para desarrollar conclusiones específicas sobre las conexiones entre Internet y las redes sociales, la radicalización y los jóvenes en estas tres áreas del mundo. Los autores ven estas múltiples lagunas en la investigación como oportunidades para futuros estudios, pero también admiten que hay desafíos específicos para llevar a cabo investigaciones en esta área con éxito. Discuten desafíos empíricos, metodológicos y éticos. Por ejemplo, si se va a estudiar a los jóvenes y la influencia de Internet y las redes sociales en su radicalización, hay preocupaciones éticas relacionadas con la edad de los jóvenes estudiados, así como con su privacidad y seguridad. Los autores concluyen su informe con recomendaciones generales, así como recomendaciones para entidades gubernamentales, el sector privado y la sociedad civil.

## Ayuda mutua
El libro de Eli Berman de 2009 Radical, religioso y violento: la nueva economía del terrorismo aplica un modelo de elección racional al proceso de radicalización, demostrando que la presencia de redes de ayuda mutua aumenta la resiliencia de los grupos radicales. Cuando estos grupos deciden usar la violencia, también disfrutan de un nivel elevado de letalidad y están protegidos contra la defección y otras formas de intervención por parte de estados y grupos externos.
Todas las organizaciones, en la medida en que incluyen la posibilidad de polizones, experimentan restricciones de defección. Dentro del contexto de una organización extremista violenta, la defección significa ya sea la defección a un aparato de contraespionaje o seguridad, o la defección a un aparato criminal no radical. Ambos resultados arruin terroristas. La «restricción de defección» es similar a un punto de precio umbral en que denota qué recompensas justificarían la defección de cualquier individuo dentro del contexto de una organización. Berman usa el ejemplo de un esquema de protección de los talibanes para convoyes de bienes de consumo que se mueven a través de Afganistán: se establecen puntos de control en varios puntos a lo largo de una ruta comercial, y a cada equipo de un punto de control se le da un pequeño porcentaje del valor total del convoy si llega de manera segura a su destino. El incentivo para que el equipo de cualquier punto de control simplemente secuestre un convoy mientras pasa, venda los bienes y escape, aumenta a medida que aumenta el valor del convoy. La misma dinámica se aplica a los ataques; mientras que un individuo en un grupo terrorista puede no sentirse atraído por la recompensa de alertar a la policía sobre un delito menor inminente, la recompensa por alertar a la policía sobre un ataque de alto perfil inminente, como un atentado masivo, se vuelve más atractiva. Mientras que las organizaciones no radicalizadas y criminales solo pueden confiar en la cohesión organizativa a través de un cálculo de codicia, miedo y quizás lealtad familiar, Berman argumenta que la radicalización religiosa aumenta significativamente las restricciones de defección de las organizaciones terroristas radicales al requerir demostraciones desproporcionadas de compromiso con la causa antes de reclutar operativos.
La ayuda mutua es el intercambio voluntario y recíproco de bienes dentro de una organización. Ejemplos en varios antecedentes religiosos incluyen la Tzedaká judía, el Zakat islámico y varias instituciones cristianas de caridad, como se describe en los Hechos de los Apóstoles. Berman argumenta que las organizaciones religiosas enfrentan riesgos económicos al extender la ayuda mutua a todos los supuestos creyentes: el asentimiento teológico es barato, la acción puede ser costosa. Al imponer una serie de reglas sociales visiblemente externas, como restricciones (o prescripciones) sobre la vestimenta, la dieta, el lenguaje y las interacciones sociales, los grupos imponen un costo para entrar en una asociación de ayuda mutua, disminuyendo la ocurrencia de polizones.
Estas restricciones tienen un efecto dual en los grupos radicales. No solo aseguran que un individuo esté comprometido con la causa, sino que también disminuyen el acceso del individuo a oportunidades de consumo e interacción social que podrían persuadirlo de distanciarse de la causa. A medida que los individuos se involucran más en actividades radicales, sus círculos sociales se vuelven más restringidos, lo que disminuye el contacto con personas no radicalizadas y refuerza aún más el pensamiento radicalizado. Por ejemplo, cuando un joven pasa varios años en una Yeshiva para establecerse dentro de una comunidad Haredi, renuncia a ingresos futuros que serían accesibles si eligiera una educación secular. Citando a Berman: «A medida que las oportunidades de consumo se limitan, el trabajo remunerado se vuelve menos atractivo, liberando aún más tiempo para actividades comunitarias». Este costo hundido se tiene en cuenta en cálculos futuros y aumenta la restricción de defección de una manera que las dinámicas de grupo no radicalizadas no pueden. Volviendo al ejemplo del convoy talibán, no solo los dos soldados en cuestión han sido vetados al demostrar compromiso con la causa, sino que también han tenido sus opciones externas limitadas de tal manera que sería difícil integrarse en un nuevo entorno por falta de habilidades y comprensión cultural. Como tal, el punto de precio umbral para desertar, representado por el valor del convoy, aumenta para incluir tanto el precio de perder su red de apoyo existente como factores no cuantificables como amigos, familia, seguridad y otros bienes a lo largo de sus vidas.

## Teorías principales
Aunque el arco general de la radicalización suele involucrar múltiples procesos de refuerzo, los académicos han identificado una serie de caminos individuales hacia la radicalización.

### McCauley y Mosalenko
El libro de Clark McCauley y Sofia Mosalenko de 2009, Fricción: Cómo ocurre la radicalización a ellos y a nosotros, identifica los siguientes 12 caminos sociológicos y psicodinámicos:

#### Factores a nivel individual

##### Agravio personal
Este camino enfatiza la venganza por un daño real o percibido infligido a uno mismo por una parte externa. Esta ofensa inicial desencadena otros mecanismos psicodinámicos, como pensar en términos más marcados de grupo interno y grupo externo, inhibiciones reducidas hacia la violencia y menos incentivos para evitar la violencia. Las «Shahidka» chechenas, también conocidas como Viudas Negras, mujeres que han perdido esposos, hijos u otros familiares cercanos en conflictos con las fuerzas rusas, son un buen ejemplo.

##### Agravio grupal
Las dinámicas de radicalización por «agravio grupal» son similares a las que se desencadenan por agravios personales; la diferencia es que el sujeto percibe un daño infligido a un grupo al que pertenece o por el que siente simpatía. Este camino explica la mayor parte de la violencia radical política y étnica, en la que se actúa en nombre del grupo en general en lugar de como un acto de venganza personal. La radicalización por simpatía hacia un grupo externo es más rara, pero puede observarse en el intento de alineación de Weather Underground con los Panteras Negras y el Viet Cong. La relación entre la radicalización hacia el extremismo violento a través del agravio grupal y los atentados suicidas también ha sido demostrada cuantitativamente: las amenazas percibidas a la identidad próxima, como la presencia de tropas extranjeras o una invasión, explican la mayoría de los atentados suicidas.
Algunos comentaristas creen que la ira y la sospecha dirigidas hacia musulmanes inocentes que viven en países occidentales después de los ataques del 11 de septiembre y las indignidades infligidas por las fuerzas de seguridad y el público en general contribuyen a la radicalización de nuevos reclutas. Tal hostilidad de «nosotros contra ellos» citada por los comentaristas incluye posiciones políticas como la prohibición de viajes de Trump, que Donald Trump inicialmente propuso como «un cierre total y completo de la entrada de musulmanes a los Estados Unidos», o irónicamente, el llamado del senador Ted Cruz a «patrullar y asegurar los barrios musulmanes antes de que se radicalicen».

##### Pendiente resbaladiza
La «pendiente resbaladiza» representa una radicalización gradual a través de actividades que reducen incrementalmente el círculo social del individuo, restringen su mentalidad y, en algunos casos, los desensibilizan hacia la violencia. Esto también se ha denominado el síndrome del «Verdadero Creyente», como resultado del cual uno se vuelve cada vez más serio acerca de sus creencias políticas, sociales y religiosas como producto de «dar el siguiente paso». Uno puede comenzar participando en actividades no violentas como la ayuda mutua, donde la mejor manera de elevar el estatus social dentro del grupo es demostrar seriedad hacia la causa y aumentar el nivel de compromiso en términos de creencias y actividades. A medida que un individuo comete acto tras acto, se desarrollan costos hundidos. Incluso si la actividad es inicialmente solo ideológica o solo criminal, el proceso de radicalización equipara ambas, de modo que los actos criminales se justifican por propósitos radicales intelectuales, y los propósitos radicales se invocan para justificar lo que en última instancia son actos criminales.

##### Amor
El enredo romántico y familiar es a menudo un factor pasado por alto en la radicalización. Varias organizaciones extremistas violentas, especialmente en sus orígenes, deben su estructura a un grupo unido de amigos que comparten lazos religiosos, económicos, sociales y sexuales. Aunque este ejemplo es evidente en casos más extremos, como los de la «Familia» de Charles Manson y otros cultos radicales, también se aplica a la radicalización en entornos religiosos seculares y ortodoxos. El amor puede servir como una conexión entre figuras influyentes, conectando sus redes de seguidores a través de una combinación de atracción y lealtad. Esta fuerza particular fue especialmente notable en los grupos radicales de la Nueva Izquierda, como los estadounidenses Weather Underground y la alemana Fracción del Ejército Rojo. Las conexiones entre Bill Ayers y Bernardine Dohrn, o entre Gudrun Ensslin y Andreas Baader, sirvieron como el núcleo organizativo e intelectual de estos grupos.

##### Riesgo y estatus
Dentro de un grupo radical, el comportamiento de alto riesgo, si tiene éxito, ofrece un camino hacia el estatus en la medida en que se reconceptualiza como valentía y compromiso con la causa. Como tal, la violencia u otras actividades radicales proporcionan un camino hacia el éxito, la aceptación social y las recompensas físicas que de otra manera estarían fuera de alcance. 

La participación desproporcionada en la toma de riesgos y la búsqueda de estatus es particularmente cierta en aquellos jóvenes que provienen de entornos familiares desfavorecidos, tienen niveles de coeficiente intelectual más bajos, son de un estatus socioeconómico más bajo y, por lo tanto, tienen menos oportunidades de tener éxito en la sociedad a través de una carrera tradicional. Estos jóvenes son más propensos a estar involucrados en actividades de pandillas, delitos violentos y otros comportamientos de alto riesgo.

James Pugel realizó un estudio en el que excombatientes liberianos indicaron que su radicalización estuvo motivada por la oportunidad de aumentar su estatus económico y social dentro de su comunidad. Existía la creencia de que los individuos radicalizados vivían mejor que los no radicalizados. Específicamente, los grupos extremistas ofrecían empleo compensatorio, que proporcionaba los medios para satisfacer necesidades básicas como alimentos y vivienda. Además, la radicalización ofrecía protección y seguridad contra la violencia local (por ejemplo, secuestros) para toda su familia.
Otros investigadores, como Alpaslan Ozerdem y Sukanya Podder, sostienen que la radicalización «puede convertirse en la única ruta hacia la supervivencia, ofreciendo protección contra la tortura, el abuso y los asesinatos instigados políticamente». Además, los individuos que no se unen a grupos radicales pueden estar sujetos a una «carga social insoportable indefinida que incluía nombres y etiquetas degradantes».

##### Descongelamiento
La pérdida de conexión social puede abrir a un individuo a nuevas ideas y una nueva identidad que puede incluir la radicalización política. Aislados de amigos, familiares u otras necesidades básicas, los individuos pueden comenzar a asociarse con partidos diferentes, incluidos radicales políticos, religiosos o culturales. Esto se nota especialmente en la radicalización en prisiones, donde los individuos se unen en mayor grado por identidades raciales, religiosas y de pandillas que en el mundo exterior y a menudo llevan su nueva identidad radical más allá de la prisión para conectarse con organizaciones radicales en la población en general.

#### Factores a nivel de grupo
En la medida en que un grupo es un sistema dinámico con un objetivo común o un conjunto de valores, es posible que la mentalidad del grupo en su conjunto pueda afectar a los individuos de tal manera que estos se vuelvan más radicales.

##### Polarización
La discusión, la interacción y la experiencia dentro de un grupo radical pueden resultar en un aumento agregado en el compromiso con la causa y, en algunos casos, pueden contribuir a la formación de concepciones divergentes sobre el propósito del grupo y las tácticas preferidas. Dentro de un grupo radical, l as dinámicas internas pueden contribuir a la formación de diferentes facciones como resultado del desencanto interno (o, por el contrario, ambiciones) con las actividades del grupo en su conjunto, especialmente cuando se trata de elegir entre el terrorismo violento y el activismo no violento. La separación de Weather Underground de Estudiantes por una Sociedad Democrática es uno de muchos ejemplos. Las dinámicas de polarización grupal implican que los miembros de este grupo más grande deben comprometerse con una facción y demostrar su lealtad a través de una mayor radicalización, o abandonar el grupo por completo.

##### Aislamiento
El aislamiento refuerza la influencia del pensamiento radical al permitir que los miembros serios o persuasivos del grupo definan desproporcionadamente la agenda del cuerpo. Cuando un individuo solo tiene acceso a un entorno social de grupo interno, ese grupo obtiene una influencia totalizadora sobre el individuo: la desaprobación equivaldría a la muerte social, el aislamiento personal y, a menudo, la falta de acceso a los servicios básicos que las comunidades de ayuda mutua cumplen. Como minoría aislada, los grupos islámicos en Occidente son especialmente vulnerables a esta forma de radicalización. Al estar separados de la sociedad en general por barreras lingüísticas, diferencias culturales y, ocasionalmente, un trato discriminatorio, las comunidades musulmanas se vuelven más vulnerables a caminos adicionales de radicalización.
Uno de esos caminos adicionales de radicalización para individuos que se sienten aislados es Internet. Utilizando datos compilados por Internet World Stats, Robin Thompson sostiene que la tasa de uso de Internet en el Medio Oriente y el Norte de África es «superior al promedio» en comparación con otros países, pero en países donde la disponibilidad de Internet es más generalizada, los individuos son «más propensos a ser reclutados y radicalizados a través de Internet». Por lo tanto, Internet, específicamente sitios de redes sociales como salas de chat y blogs extremistas, «atrae a sus usuarios con la promesa de amistad, aceptación o un sentido de propósito».

##### Competencia
Los grupos pueden radicalizarse frente a otros grupos mientras compiten por la legitimidad y el prestigio con la población en general. Este camino enfatiza un aumento en la radicalización en un esfuerzo por superar a otros grupos, ya sea que ese aumento sea en violencia, tiempo dedicado a rituales religiosos, dificultades económicas y físicas soportadas, o las cuatro. Los movimientos religiosos y los elementos terroristas que se forman en su nombre muestran esta característica. [cita requerida] Aunque en algunos casos puede haber diferencias doctrinales o étnicas que motiven este tipo de competencia, su mayor signo externo es una demanda creciente del grupo por compromiso con acciones radicales. [cita requerida]

#### Radicalización masiva

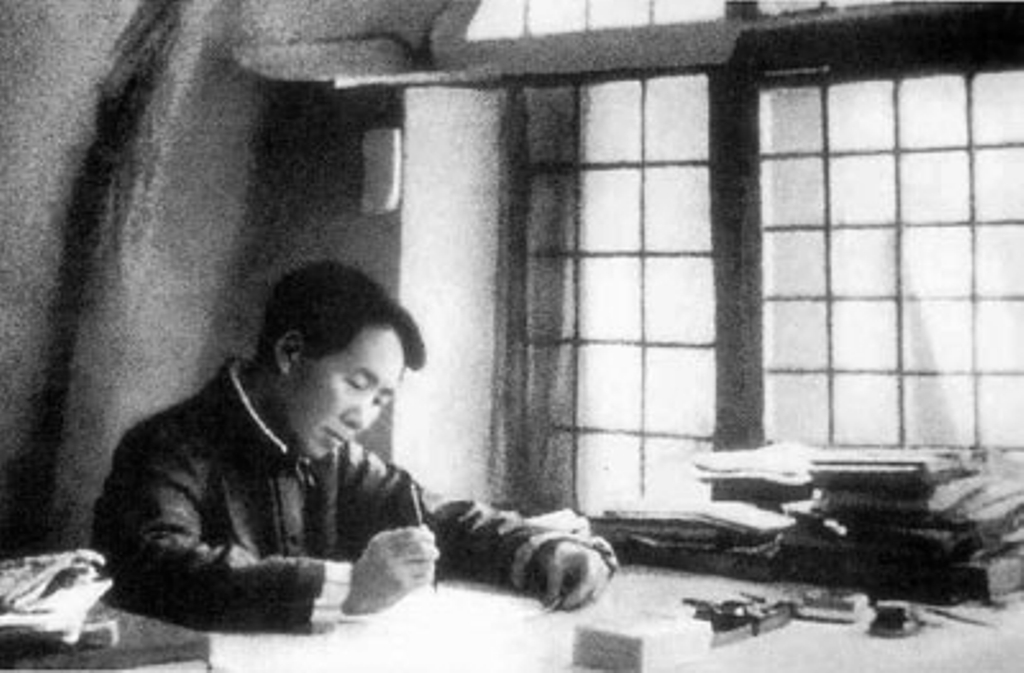
El presidente Mao Zedong escribiendo Sobre la guerra prolongada en 1938

##### Política de jiujitsu
También llamada «la lógica de la violencia política», la política de jiujitsu es una forma de guerra política asimétrica en la que los grupos radicales actúan para provocar que los gobiernos repriman a la población en general y produzcan una reacción interna que legitime una acción violenta adicional. El propósito principal de un grupo radical que usa esta táctica no es destruir al enemigo directamente, sino hacer que el enemigo ataque a moderados políticos e ideológicos, de modo que el orden político existente pierda su reclamo de legitimidad mientras el grupo radical gana legitimidad. Al destruir a los moderados, los grupos radicales fomentan una sociedad bifurcada y usan las reacciones del estado a la violencia como justificación para más violencia. La estrategia de Al-Qaeda de atraer a Occidente, específicamente a los Estados Unidos, a guerras terrestres en estados islámicos que polaricen a la Ummah contra Occidente mientras evitan enfrentamientos que permitirían al ejército estadounidense aprovechar su superioridad técnica es un ejemplo de política de jiujitsu. David Kilcullen, asesor de contrainsurgencia de David Petraeus durante la insurgencia en Irak, ha llamado a esto el «síndrome del guerrillero accidental».
Esta táctica también es un pilar de la insurgencia maoísta y sirve tanto para propósitos tácticos como ideológicos.

##### Odio
En conflictos prolongados, el enemigo es cada vez más visto como menos humano, de modo que su humanidad común no activa fácilmente las inhibiciones naturales contra la violencia. Esto implica «esencializar» tanto al yo como a los enemigos como entidades respectivamente buenas y malas. El uso islamista del Takfirismo, o (apostasía), para justificar el asesinato de musulmanes no radicales y no creyentes (kafir: «paganos») es un ejemplo de esto. Hannah Arendt, en Los orígenes del totalitarismo, describe una dinámica similar que contribuyó a las ideologías del paneslavismo, nazismo y antisemitismo, donde un endogrupo construye una identidad propia exaltada para fines políticos y se moviliza contra grupos externos para solidificar esa identidad. Esta dinámica de odio no es exclusiva de los grupos derechistas. La Organización Weather Underground y la Fracción del Ejército Rojo a menudo caracterizaban a los oficiales de policía y funcionarios gubernamentales como «cerdos» dignos de muerte y trato subhumano.

##### Martirio
El martirio implica que la persona en cuestión murió por una causa o está dispuesta a morir por una causa. El impacto simbólico del martirio varía según las culturas, pero dentro del campo de la radicalización, el acto o la búsqueda del martirio denota el valor absoluto del estilo de vida de un radical.

### Barrett
Robert Barrett es uno de los principales investigadores en la investigación de campo con grupos terroristas nigerianos. Barrett aporta una perspectiva única a este tipo de investigación porque sus estudios se realizan con miembros actuales, no antiguos, de grupos insurgentes. El estudio de investigación de campo de Barrett de 2008 reveló tipologías y motivaciones únicas para la radicalización según lo informado por los grupos insurgentes. Por ejemplo, los individuos que se radicalizaron expresaron sentimientos de voluntarismo, pero los reclutadores extremistas transmitieron que su objetivo era hacer que «la coerción se sintiera como voluntarismo». Barrett afirmó que las motivaciones para radicalizarse pueden caracterizarse como: ideólogo, combatiente, criminales, pragmático, soldado y seguidor.

#### Ideólogos
Los ideólogos sostienen la creencia de que la supremacía étnica es necesaria y que la violencia era el medio para lograr esta verdad. Los ideólogos mantienen una «disposición a morir por el grupo étnico si es necesario; la supervivencia y la preservación del grupo o la comunidad son más importantes que la supervivencia o la preservación de uno mismo».

#### Combatientes
Los combatientes expresan preocupaciones de que su supervivencia básica depende de unirse a grupos extremistas. Por lo tanto, los combatientes no están motivados por ideologías y su objetivo principal es la autopreservación.

#### Criminales
Los criminales están predominantemente motivados por su «libertad para llevar a cabo actividades que de otra manera serían consideradas ilegales». Como tal, los criminales prosperan en la gratificación instantánea de realizar actos violentos contra sus enemigos. Los criminales prosperan en el conflicto y, en cierto sentido, creen que sus acciones son heroicas.

#### Pragmáticos
Los pragmáticos están interesados en los beneficios de la movilidad del estatus económico y social. Sus objetivos están en «preservar las estructuras y el entorno conducentes al éxito continuo o al éxito recién encontrado» en riqueza, propiedad de tierras y/o derechos mineros.

#### Soldados
Los soldados creen que la «injusticia y la inseguridad» son factores mitigantes para la radicalización. Tienen sentimientos prominentes de que tienen el deber de luchar contra las injusticias. Los soldados están motivados por la sensación de que pueden afectar instrumentalmente un cambio positivo.

#### Seguidores
Los seguidores desean un sentido de dependencia y apego al grupo para superar los sentimientos de ser un outsider. Están abrumadoramente preocupados por la percepción social. «Garantizar la aceptación de uno y preservar o mejorar el estatus social dentro de la comunidad fue el factor más importante que promovió la membresía».

## Ideas erróneas

### Pobreza
La asociación entre radicalización y pobreza es un mito. Muchos terroristas provienen de entornos de clase media y tienen educaciones de nivel universitario, particularmente en ciencias técnicas e ingeniería. No hay una asociación estadística entre la pobreza y la radicalización militante. Como se mencionó anteriormente, la pobreza y las desventajas pueden incentivar la unión a una organización de ayuda mutua con tendencias radicales, pero esto no significa que la pobreza en sí sea responsable de la radicalización.

### Enfermedad mental
Aunque la psicología personal juega un papel significativo en la radicalización, la enfermedad mental no es una causa raíz del terrorismo específicamente ni de la radicalización ideológica en general. Incluso en el caso del terrorismo suicida, las patologías psicológicas, como la depresión y la esquizofrenia, están en gran medida ausentes.